# ACAD9
La acil-CoA deshidrogenasa número 9 mitocondrial es una enzima que en humanos está codificada por el gen ACAD9.
Está formada por 621 aminoácidos y su peso molecular es de 68.8 KDa.
Las mutaciones en ACAD9 se han asociado con manifestaciones clínicas variables de la Deficiencia del complejo I mitocondrial.  

## Estructura
El gen ACAD9 contiene un marco abierto de lectura de 1866 pares de bases; este gen codifica una proteína con 621 aminoácidos. El alineamiento de secuencia de la proteína ACAD9  con otras proteínas ACAD humanas muestra que ACAD9 presenta 27-46% de identidad y 38-56% de similitud con los ocho miembros de la familia ACAD, incluyendo ACADVL, ACADS, ACADM, ACADL, IVD, GCD, ACADSB y ACAD8. El peso molecular calculado para ACAD9 es de 68.8 kDa.

## Función
La enzima ACAD9 cataliza un paso crucial en la beta-oxidación de ácidos grasos formando un enlace trans-doble C2-C3 en el ácido graso. 
La ACADVL es específica para ácidos grasos de cadena muy larga, típicamente C16-acil-CoA y mayores. Se ha observado que ACAD9 puede catalizar acil-CoAs con cadenas muy largas. La actividad específica de ACAD9 hacia palmitoil-CoA (C16:0) es tres veces mayor que hacia estearil-CoA (C18:0). ACAD9 tiene muy poca actividad con n-octanil-CoA (C8:0), n-butiril-CoA (C4:0) o isovaleril-CoA (C5:0).
En contraste con ACADVL, ACAD9 también está implicada en el ensamblaje del complejo I de fosforilación oxidativa. ACAD9 se une a los factores de ensamblaje del complejo I NDUFAF1 y Ecsit y se requiere específicamente para el ensamblaje del complejo I. Además, mutaciones en  ACAD9 resultan en deficiencia del complejo I, y no en alteraciones en la oxidación de ácidos grasos de cadena larga.

## Relevancia clínica
Las mutaciones en ACAD9 se asocian con la Deficiencia del complejo I mitocondrial, que es autosómico recesivo. Esta deficiencia es el defecto enzimático más común dentro de las alteraciones de la fosforilación oxidativa. La deficiencia del complejo mitocondrial I se caracteriza por una heterogeneidad genética extrema y puede estar causada por mutaciones en genes nucleares o mitocondriales. No existen correlaciones genotipo-fenotipo evidentes, y la inferencia de las bases subyacentes de las manifestaciones clínicas o bioquímicas es complicado, en muchos casos imposible. Sin embargo, la mayoría de los casos están causados por mutaciones en genes nucleares. Causa un amplio rango de alteraciones clínicas, desde enfermedad neonatal letal hasta enfermedades neurodegenerativas de aparición en el adulto. El fenotipo incluye macrocefalia con leucodistrofia progresiva, encefalopatía inespecífica, cardiomiopatía hipertrófica, miopatía, enfermedades hepáticas, síndrome de Leigh, neuropatía óptica hereditaria de Leber y algunas formas de la enfermedad de Parkinson.
Se han descrito pocos casos específicos de ACAD9. Algunos casos se presentan con episodios de disfunción hepática concomitante con otras enfermedades leves o cardiomiopatía, junto con disfunciones neurológicas crónicas. Los hallazgos notables en el cerebro fueron edemas generalizados con compresión ventricular difusa, hernia amigdalina izquierda aguda, y daño agudo multifocal difuso en el hipocampo. Adicionalmente, se observaron algunas anormalidades consistentes con cambios no agudos, tales como un infarto subagudo del hemisferio derecho del cerebelo y reducción del número de neuronas en varias áreas. En un paciente que presentaba manifestaciones clínicas de hipotonía, cardiomiopatía y acidosis láctica, un tratamiento con riboflavina le permitió tener un desarrollo psicomotor normal y no presentar defectos cognitivos con  años de edad. En algunos pacientes con mutaciones en ACAD9 se ha observado también rabdomiólisis inducida por ejercicio, encefalomiopatías mitocondriales e hiperplasia en hígado, cardiomiocitos, músculo esquelético y túbulos renales.

## Interacciones
ACAD9 forma parte del complejo de ensamblaje del complejo I mitocondrial (MCIA). Este complejo comprende por lo menos a TMEM126B, NDUFAF1, ECSIT y ACAD9, que interacciona directamente con NDUFAF1 y ECSIT.